# Nanonúcleo
Em ciência da computação, um nanonúcleo ou piconúcleo refere-se a um núcleo de sistema operacional muito pequeno ou parte do sistema operacional. O nome é derivado dos prefixos nano e pico de origem grega e italiana respectivamente, carregando a conotação canônica de algo muito pequeno.